# Vísperas de carnaval
Vísperas de carnaval è il secondo album in studio del gruppo musicale argentino La Mosca Tsé-Tsé, pubblicato nel 1999.

## Tracce
1. Yo te quiero dar – 3:47
2. Baila para mí – 3:24
3. Para no verte más – 3:10
4. El demonio (está en esa mujar) – 4:12
5. Gira el ventilador – 3:33
6. Chá-chá-chá – 3:10
7. Sobre iluminados e iluminadores – 3:16
8. No te enamores de mí – 2:49
9. El otro lado de los cuentos – 4:08
10. No dejaré – 3:50
11. Marineros – 3:15
12. No te despiertes mi amor – 3:10
13. Magalí – 2:46
14. Sin carnaval – 3:53

## Classifiche
| Classifica (2000) | Posizione massima |
| ----------------- | ----------------- |
| Spagna            | 15                |